# Лера Бородицька
Лера Бородицька (англ. Lera Boroditsky; нар. 7 травня 1976, Жданов, Українська РСР) — американська психолінгвістка, спеціалістка з когнітивної науки, професорка, дослідниця в сфері мовознавства та пізнання. Одна із співавторів теорії лінгвістичної відносності. Журнал Utne Reader назвав її в числі 25 людей, чиї ідеї змінили світ.

## Біографія
Народилася в Україні в єврейській родині, яка емігрувала в США в 1988 році. Отримала ступінь бакалавра в галузі когнітивної науки в Північно-Західному університеті в Еванстоні, Іллінойс. Потім вступила до аспірантури в Стенфордському університеті, де отримала ступінь доктора філософії в галузі когнітивної психології. Вела дослідження під науковим керівництвом Гордона Боуера. Пізніше там же в Стенфорді була доцентом (assistant professor) кафедри психології, філософії та лінгвістики. В даний час вона є ад'юнкт-професором (associate professor) когнітивних наук в університеті Каліфорнії в Сан-Дієго.
Її дослідження дозволили по-новому поглянути на спірне питання, чи впливає мова, якою ми говоримо, на наше мислення (теорія лінгвістичної відносності). Вона спирається на переконливі приклади крос-мовних відмінностей в мисленні і сприйнятті, які випливають з синтаксичних або лексичних відмінностей між мовами. Її доповіді та лекції вплинули на дослідження в психології, філософії та лінгвістиці; в них наводилися докази і факти на противагу поширеному переконанню, що людське сприйняття є в значній мірі універсальним і не залежить від мови та культури.
Крім наукової роботи, Бородицька також читає науково-популярні лекції для широкої публіки, її роботи висвітлюються в новинах і ЗМІ. Крім того, Бородицька читає науково-популярні лекції для широкої публіки, а її робота висвітлюється в новинах та ЗМІ. Бородицька розповідає про те, як усі мови відрізняються одна від одної, чи то граматичними відмінностями, чи то різними звуками, лексикою або моделями. Бородицька вивчає, як мови, якими ми розмовляємо, формують спосіб нашого мислення.

## Праці
- Thibodeau PH, Boroditsky L (2015) Measuring Effects of Metaphor in a Dynamic Opinion Landscape. PLoS ONE 10(7): e0133939. doi: 10.1371/journal.pone.0133939 [Архівовано 20 вересня 2020 у Wayback Machine.]
- Thibodeau PH, Boroditsky L (2013) Natural Language Metaphors Covertly Influence Reasoning. PLoS ONE 8(1): e52961. doi: 10.1371/journal.pone.0052961 [Архівовано 12 листопада 2020 у Wayback Machine.]
- Boroditsky, L. (2003), Linguistic relativity, у Nadel, L. (ред.), Encyclopedia of cognitive science, London: Macmillan, с. 917—922
- Boroditsky, L. & Ramscar, M. (2002). The roles of body and mind in abstract thought. Psychological Science, 13(2), 185—188.
- Boroditsky, L. (2001). Does language shape thought? English and Mandarin speakers' conceptions of time. Cognitive Psychology, 43(1), 1-22.
- Boroditsky, L. (2000). Metaphoric Structuring: Understanding time through spatial metaphors. Cognition, 75(1), 1-28.